# Padrón (Gerichtsbezirk)
Der Gerichtsbezirk Padrón ist einer der 14 Gerichtsbezirke in der Provinz A Coruña.
Der Bezirk umfasst 4 Gemeinden auf einer Fläche von 236,04 km² mit dem Hauptquartier in Padrón.

## Gemeinden
| Gemeinde              | Einwohner (2024) | Fläche km² | Dichte Einw./km² | Cod INE | Postleitzahl |
| --------------------- | ---------------- | ---------- | ---------------- | ------- | ------------ |
| Dodro                 | 2.620            | 36,12      | 73               | 15033   | 15981        |
| Padrón                | 8.256            | 48,37      | 171              | 15065   | 15900        |
| Rianxo                | 10.748           | 58,79      | 183              | 15072   | 15920        |
| Rois                  | 4.395            | 92,76      | 47               | 15074   | 15911        |
| Gerichtsbezirk Padrón | 26.019           | 236,04     | 110              | –       | –            |